# Club de Lyon
El Club de Lyon es un equipo de fútbol de Estados Unidos que juega en la National Independent Soccer Association, tercera división nacional.

## Historia
Fue fundado en el año 2021 en la ciudad de Orlando, Florida como uno de los equipos fundadores de la NISA Nation, equivalente a la primera división de la UPSL. La temporada de 2022 fue muy exitosa, ganó el campeonato regional de Florida de la NISA Nation de manera invicta en temporada regular, por lo que el club aplicó para afiliarse a la liga profesional NISA, siendo aceptado de manera oficial en noviembre de 2022, y su primera temporada en tercera división sería la de 2023.